# Gotische oorlog in Spanje (456)
De Gotische oorlog in Spanje was een militaire operatie van de Visigoten in opdracht van de  West-Romeinse keizer Avitus. Deze operatie bestond uit een uitgebreide campagne die plaatsvond in 456 en was gericht op het terugveroveren van de Spaanse provincies Lusitania en Betica die in handen waren van de Sueven en die de Romeinse macht in de provincies Carthaginensis en Tarraconensis bedreigden. De belangrijkste spelers in deze oorlog waren Theoderik II die het leger van de Visigoten aanvoerde en Rechiar de koning van de Sueven. Het Visigotische leger werd ondersteund door Frankische en Bourgondische hulptroepen. 

## Achtergrond
De Sueven arriveerden in 409 in Spanje waar zij sindsdien in het arme en bergachtige Gallaecia verbleven. Aanvankelijk vormden zij geen bedreiging voor de Romeinen. Vergeleken met de Visigoten en Vandalen brachten zij slechts kleine krijgsbenden op de been. Daarentegen maakten zij nooit deel uit van het Romeinse verbondsbeleid, waardoor zij zich anders gedroegen dan de foederati in Gallië die als garnizoen soldaten dienden en onder toezicht stonden van het Romeinse leger. Keizer Honorius vond het destijds niet nodig dat de militaire campagne van Wallia van 415 tot 418 zich ook richtte tegen de Seuven. Desalniettemin ontbrak in het Noordwesten van Spanje een sterk keizerlijk leger om voldoende tegengewicht te bieden, meestal moesten de inwoners zichzelf verdedigen.
Onder koning Hermeric (409-438) hielden de Sueven zich enkel op in Gallaecia. Zijn opvolger Rechila (438-448) daarentegen voerde een zeer oorlogszuchtige politiek gericht op gebiedsuitbreiding. Vanuit Gallaecia leidde hij diverse veldtochten tegen de Romeinen in het nabijgelegen Hispania Baetica en Hispania Lusitania. Rechila versloeg de Vandaalse aanvoerder Andevotus in 438, die mogelijk in Romeinse dienst was. Vervolgens veroverde hij de provinciehoofdstad Mérida (439) van Lusitania. Hierdoor kreeg hij deze hele provincie in handen. Twee jaar later herhaalde hij dit kunstje door in het naastgelegen Baetica de stad Sevilla (441) te veroveren.
Met de provinciehoofdsteden in handen maakte Rechila een einde aan het Romeinse bestuur. Het keizerlijke leger was te zwak om hem te verdrijven. Gebruikmakend van de situatie richtte Richila nu ook zijn pijlen op Carthaginensis. Zijn krijgsbenden drongen door tot diep in deze provincie. Een Romeinse poging om hem terug te drijven strandde in 446. Het leger van generaal Vitus dat versterkt was met Gotische hulptroepen leed een grote nederlaag, waarna de Sueven vrij spel hadden en grote verwoestingen konden aanrichten. Enkel de aanwezigheid van de Visigoten in het noorden weerhield hun ervan ook Tarraconesis en daarmee heel Spanje in handen te krijgen.

## Aanloop

### Aanval van Rechiar op Tarraconensis
In 448 werd Rechila opgevolgd door zijn zoon Rechiar die minstens zo oorlogszuchtig was. Aan het begin van zijn bewind liet hij de comes Hispanae Censorius, die gevangen werd gehouden in Sevilla, vermoorden. Hij plunderde de Ebro-vallei en zocht toenadering met de Bagauden die hier actief waren. Later in 449 ging hij op diplomatieke missie naar Toulouse, waar Theodorik I, zijn schoonvader en Romeins bondgenoot zetelde. Op zijn terugreis sloot Rechiar een bondgenootschap met Basilius, de leider van de Bagaudae, en trok opnieuw door de Ebro-vallei, waar hij Caesarea Augusta aanviel en de stad Ilerda innam. Hij nam veel gevangenen, maar slaagde er niet in de provincie  in te nemen en zo de Suevische verovering van Spanje te kunnen voltooien. 

### Vredesbesprekingen en een nieuwe oorlog
In 452-453 stuurde de opperbevelhebber van het Romeinse leger Aëtius een delegatie naar het hof van Rechiar om over vrede te praten. Deze delegatie bestond uit de militaire graven Mansuetus en Fronto. Zij sloten een overeenkomst waarin over en weer voorwaarden werden opgelegd. Rechiar zag af van de provincie Carthaginensis.
Na de moord op  Aëtius en de keizers Valentinianus III en Petronius Maximus in 455 voelde Rechiar zich hier niet langer aan gebonden en hervatte zijn poging heel Spanje op de Romeinen te veroveren. Volgens Jordanes had hij op basis van zijn relatie met de Visigotische koning en Romeinse foederatus Theodorik II (zijn zwager) "het vermoeden" dat hij over heel Hispania kon regeren.

### De opkomst van keizer Avitus
In Toulouse werd in 455 Avitus, de opperbevelhebber van het Gallische veldleger tot nieuwe keizer uitgeroepen. Deze keizer beschikte over zeer goede contacten bij het Visigotische hof, waar sinds kort een wisseling van de macht had plaatsgevonden. Met Theodorik II, de nieuwe koning die zeer Romeins gezind was, onderhield hij een vriendschappelijke band. Avitus erfde een keizerrijk dat op meerdere fronten bedreigd werd. Naast het Middellandse zeegebied dat onveilig werd gemaakt door Vandaalse piraten, ontving de nieuwe keizer berichten uit de Spaanse provincies die zeer verontrustend waren. Rechiar had inmiddels de stad Cartagena (Spanje) veroverd en daarmee Carthaginensis in handen en was begonnen met de verovering van Tarraconensis. Als de informatie van Jordanus juist is, maakte Rechiar echter een kolossale vergissing, want Theodorik liet zijn vriendschap met de keizer prevaleren boven de familieband met Rechiar. Samen met de keizer bereidde de Gotische leider een militaire operatie voor om Spanje geheel te heroveren en voor eens en altijd een einde te maken aan de Suevische dominantie. Theodorik kreeg de belangrijke taak dit leger te leiden. 

## De veldtocht van Theodorik II

### Militaire sterkte en legeropbouw
Terwijl Avitus naar afreisde naar Italië om zijn aanspraak op keizertitel daar te gelde maken, marcheerde Theodorik met een groot leger van foederati richting Spanje om de Romeinse heerschappij te herstellen. Het leger dat afreisde bestond naast een hoofdmacht van Visigoten uit Bourgondische en Frankische hulptroepen. Eenmaal in Tarraconensis voegden zich ook nog Romeinse eenheden bij Theoderik. Gegevens over de grootte van dit leger ontbreken. Volgens Thompson beschikten de Sueven naar schatting over 6.000 strijders, een reëel getal in vergelijking met andere groeperingen uit die periode, en bovendien versterkt met Bagaudae, die Rechiar als huurlingen in dienst had genomen. Het leger dat Theodorik aanvoerde was minstens gelijkwaardig dan wel groter dan die van de Sueven. 

### Slag aan de Urbicus
De veldtocht van Theodorik verliep voorspoedig. Het gecombineerde leger trok richting Galicië en ondervond onderweg weinig tegenstand. Rechiar had zijn leger opgesteld aan de rivier de Urbicus (Órbigo), dicht bij de stad Astorga. Op 5 oktober 456 versloeg Theodorik hier Rechiar in een veldslag op de Campus Paramus, twaalf mijl van de stad Astorga. Rechiar raakte gewond tijdens de strijd, maar volgens Hydatius wist hij te vluchten tot Portuscale (tegenwoordig Porto) in het hart van zijn koninkrijk. Daar werd hij uiteindelijk verslagen en gevangen genomen. Theodorik veroverde vervolgens Bracara Augusta (Braga), de hoofdstad van de Sueven. Volgens de overleveringen ging het er ruw aan toe en plunderde het leger van Theoderik naast Braga diverse steden in Gallaecia. Een deel van de Sueven werd afgeslacht en zelfs heilige plaatsen werden aangevallen, waarschijnlijk vanwege de steun van de lokale geestelijkheid aan de Sueven. Hierna  controleerde het leger van Theodorik de Spaanse provincies Hispania Baetica, Hispania Tarraconensis en Zuid-Lusitania. Het Suevenrijk stortte in en viel in de daaropvolgende jaren snel uiteen in rivaliserende facties.

### Afzetting van Avitus
Toen Theoderik het bericht bereikte over de afzetting van de keizer en de opstand in Gallië liet hij het commando over aan zijn generaals Sunerik en Cyrila en keerde terug naar Toulouse, terwijl Gundioc met zijn hele leger terug keerde naar de bergen van Sapaudia.

## Nasleep
De slag aan de Urbicus was het begin van de verovering van Spanje door de Visigoten. De teruggekeerde koning van de Visigoten keerde zich nu zelf tegen het nieuwe Romeinse gezag in Italië. Nu zijn medestander Avitus was afgezet en vermoord schoof Theoderik begin 457 het verdrag met de Romeinen terzijde en kwam in opstand, waarmee de Gotische oorlog van 457-458 uitbrak. In Spanje kregen de Gotische garnizoenen de opdracht om de macht in de steden over te nemen van de Romeinen. 